# 弦楽四重奏曲第6番 (メンデルスゾーン)
弦楽四重奏曲第6番 ヘ短調 作品80は、フェリックス・メンデルスゾーンが1847年に作曲した最後の弦楽四重奏曲である。

## 概要
メンデルスゾーンが作品40の3曲以来9年ぶりとなる弦楽四重奏曲の作曲に着手したのは、1847年7月6日のことであった。作曲が進められたのは弟のパウルと共に静養に赴いた避暑地のスイスであり、完成の時期に関しては自筆譜に記載された「インターラーケン、1847年9月」との記録から推測される以上のことはわかっていない。
この曲は、メンデルスゾーンの楽曲としては例外的に悲劇的な性格を有することで知られる。これは作曲の約2か月前にあたる5月14日に姉のファニーが他界したことと関連付けて考えられている。フェリックスより4歳年長のファニーは自らも演奏や作曲を嗜むなど音楽的才能に恵まれており、弟フェリックスとは強い絆で結ばれていた人物であった。5月に指揮者の職を務めていたライプツィヒから帰郷して悲報に触れたメンデルスゾーンは、あまりの心痛に耐え兼ねて作曲することもままならなくなってしまった。彼は次のように記している。「音楽のことを考えようとしても、まず心と頭に浮かんでくるのはこの上ない喪失感と虚無感なのです。」
メンデルスゾーン自身も多忙な職務に由来する疲労の蓄積により次第に心身の衰えを見せ始めており、この状況を打破すべく訪れたのが前述のスイスであった。彼はこの地で趣味の絵画に興じるなどしていささか気力を取り戻し、この弦楽四重奏曲を含むいくつかの作品を作曲する。しかし結局これらが最後の作品群となり、10月に発作を起こして倒れたメンデルスゾーンは、11月4日に姉の後を追うように他界した。本曲と同時期に作曲されていた2つの楽章（ホ長調の変奏曲とイ短調のスケルツォ）は、以前に書いていた2曲と共に『4つの小品 op. 81』として死後出版されている。
楽譜は作曲者の死から2年半が経過した1850年5月、ライプツィヒのブライトコプフ・ウント・ヘルテル社からパート譜として出版された。翌年には総譜が出版されている。初演は1848年11月4日にヨーゼフ・ヨアヒムらによって行われた。自筆譜はポーランド、クラクフのヤギェウォ大学・ヤギェウォ図書館に所蔵されている。

## 演奏時間
約25分。 ゲヴァントハウス弦楽四重奏団による。

## 楽曲構成
メンデルスゾーンの他の弦楽四重奏曲と同様に4つの楽章から構成される。

### 第1楽章
アレグロ・ヴィヴァーチェ・アッサイ 2/2拍子 ヘ短調
ソナタ形式。門馬直美はこの楽章にベートーヴェンの『弦楽四重奏曲第11番』の影響が見られると指摘している。曲はトレモロによって奏でられる、不穏な熱を湛えた第1主題に始まる（譜例1）。
譜例1
この主題には楽章中でより大きな扱いを受ける、悲劇的な後半楽句が続く（譜例2）。
譜例2
第1主題の確保が行われた後、3連符を用いた経過句を経て変イ長調の第2主題が出される（譜例3）。
譜例3
その後結尾句で提示部を終えると、間断なく譜例1によって展開部が開始される。しかしすぐさま譜例2が中心の音楽に取って代わり、対位法的に扱われて展開される。譜例2の付点リズムを用いて音量を上げていき、クライマックスに達すると第2ヴァイオリンに譜例1が現れて再現部となる。これに譜例2が続くが、音型は譜例2のままではなく提示部で確保された際に使われたものと同一ものとなる。3連符の経過句がやや引き伸ばされて挿入された後、譜例3の第2主題がヘ長調となって再現される。以降、徐々に音量を落として再現部が完結したところへ譜例1が原形のまま再び奏されてコーダとなる。譜例2による緊迫した雰囲気の中、音量を増すとともに加速されてついにはプレストに達し、そのまま一気に楽章の最後になだれ込む。

### 第2楽章
アレグロ・アッサイ 3/4拍子 ヘ短調
三部形式。暗い情熱を帯びたスケルツォ楽章である。譜例2の付点リズムに関連する主題によって開始される（譜例4）。
譜例4
前半楽節、後半楽節がそれぞれ反復記号により2度ずつ奏されると中間部へと移る。中間部は引き続きヘ短調で、ヴィオラとチェロが譜例5に示す不気味な音型を終始ユニゾンで奏し続ける。その上を2つのヴァイオリンが自由に彩っていく。
譜例5
フォルテッシモで譜例4が回帰すると、反復記号を除いた以外はおおむね形を変えないまま主部が再現される。最後にしばし中間部を回想すると、弱音のピッツィカートで楽章を結ぶ。

### 第3楽章
アダージョ 2/4拍子 変イ長調
展開部を持たないソナタ形式。本作品中唯一の長調の楽章であるが、憂いを含んだ翳りのある音楽となっている。物憂げなチェロのソロに導かれて第1ヴァイオリンが主題を奏する（譜例6）。
譜例6
寂寥感の漂う経過句を経て変ホ長調に移行し、第2主題が重層的に奏される（譜例7）。
譜例7
付点のリズムによる結尾句が続くが、これが終わるとただちに譜例6の再現となる。しかし、この後しばし付点のリズムで展開されるかのように高まっていき、フォルテッシモのクライマックスを形成する。落ち着きを取り戻すとカンタービレの指定の下、第2主題が変イ長調に再現される。これ以降は大部分が弱音で推移し、もう1度高まりを見せるもののすぐに静まって最後はフェルマータの余韻の中に終わりを迎える。

### 第4楽章
フィナーレ： アレグロ・モルト 2/4拍子 ヘ短調
ソナタ形式。冒頭、チェロのトレモロの伴奏の上に熱のこもった主題が提示される（譜例8）。
譜例8
トレモロ音型と交代する形で第1主題が確保されると、譜例9の第2主題が提示される。
譜例9
展開部はフォルテッシモの強奏から開始し、第1主題とトレモロが組み合わされて進められる。中ほどでは新しい素材も出されるものの、これはその後再び姿を見せることはない（譜例10）。
譜例10
ピアニッシモから息の長いクレッシェンドをかけて頂点に達すると再現部に突入し、第2ヴァイオリンが譜例8を奏する傍ら第1ヴァイオリンは高音部で自由なパッセージを奏でる。間断なく第2主題の再現も行われ、そのままコーダへと至る。譜例8が執拗に繰り返される中、第1ヴァイオリンが3連符で装飾を加える楽想は勢いを失うことはなく、一気に全曲の最後へと誘い全曲を締めくくる。